# Claudio Camin
Pour les articles homonymes, voir Camin.
Claudio Camin, né le 4 mars 1970 à Bolzano, est un coureur cycliste italien.

## Biographie
Claudio Camin commence sa carrière avec le cyclisme sur piste. En 1988, il obtient la médaille d'argent de la course aux points lors des championnats du monde juniors. Il se consacre ensuite au cyclisme sur route et intègre l'équipe amateur italienne Zalf Désirée Fior. Il passe professionnel en 1996 au sein de l'équipe Brescialat, avec laquelle il participe au Tour de France. Il abandonne la course dans la 7e étape. Il prend ensuite la 5e du Grand Prix de Fourmies.
Lors de la saison 1997, il prend part au Tour d'Espagne. Il obtient notamment la 2e place dans la quatrième étape entre Huelva et Jerez de la Frontera et termine 90e au classement général. Il se classe ensuite 5e de Paris-Tours, son meilleur résultat en Coupe du monde. L'année suivante, ses résultats n'atteignent pas le même niveau, il n'obtient qu'une 2e place lors d'une étape du Tour des Abruzzes. Il rejoint l'équipe Vini Caldirola-Sidermec au début de la saison 1999, avant de mettre un terme à sa carrière quelques mois plus tard.
En 2006, Claudio Camin ouvre un complexe de confection de bicyclettes personnalisées dans sa ville natale, Bolzano.

## Palmarès sur route

### Palmarès amateur
- 1987
  - 2e du Trofeo Guido Dorigo
- 1990
  - 2e du Trofeo Papà Cervi
- 1991
  - Circuito del Porto-Trofeo Arvedi
- 1994
  - 2e de Vicence-Bionde
  - 2e du Gran Premio Pretola
  - 3e du Trofeo Zssdi
- 1995
  - Coppa Caduti di Reda
  - Trophée Amedeo Guizzi
  - 4e étape du Girobio
  - 2e de la Coppa Città di Bozzolo
  - 3e du Gran Premio della Liberazione

### Palmarès professionnel
- 1996
  - 3e du Gran Premio Città di Rio Saliceto e Correggio
- 1997
  - 4e de Paris-Tours

### Résultats sur les grands tours

#### Tour de France
1 participation
- 1996 : abandon (7e étape)

#### Tour d'Espagne
1 participation
- 1997 : 90e

## Palmarès sur piste

### Championnats du monde juniors
- 1988
  -  Médaillé d'argent de la poursuite par équipes juniors

### Championnats nationaux
- 1989
  -  Champion d'Italie de poursuite par équipes amateurs (avec Ivan Beltrami, Giovanni Lombardi et Marco Villa)